# Vombisidris dryas
Vombisidris dryas är en myrart som beskrevs av Bolton 1991. Vombisidris dryas ingår i släktet Vombisidris och familjen myror. Inga underarter finns listade i Catalogue of Life.